# Kisbajcs
Kisbajcs község Győr-Moson-Sopron vármegyében, a Győri járásban.

## Fekvése

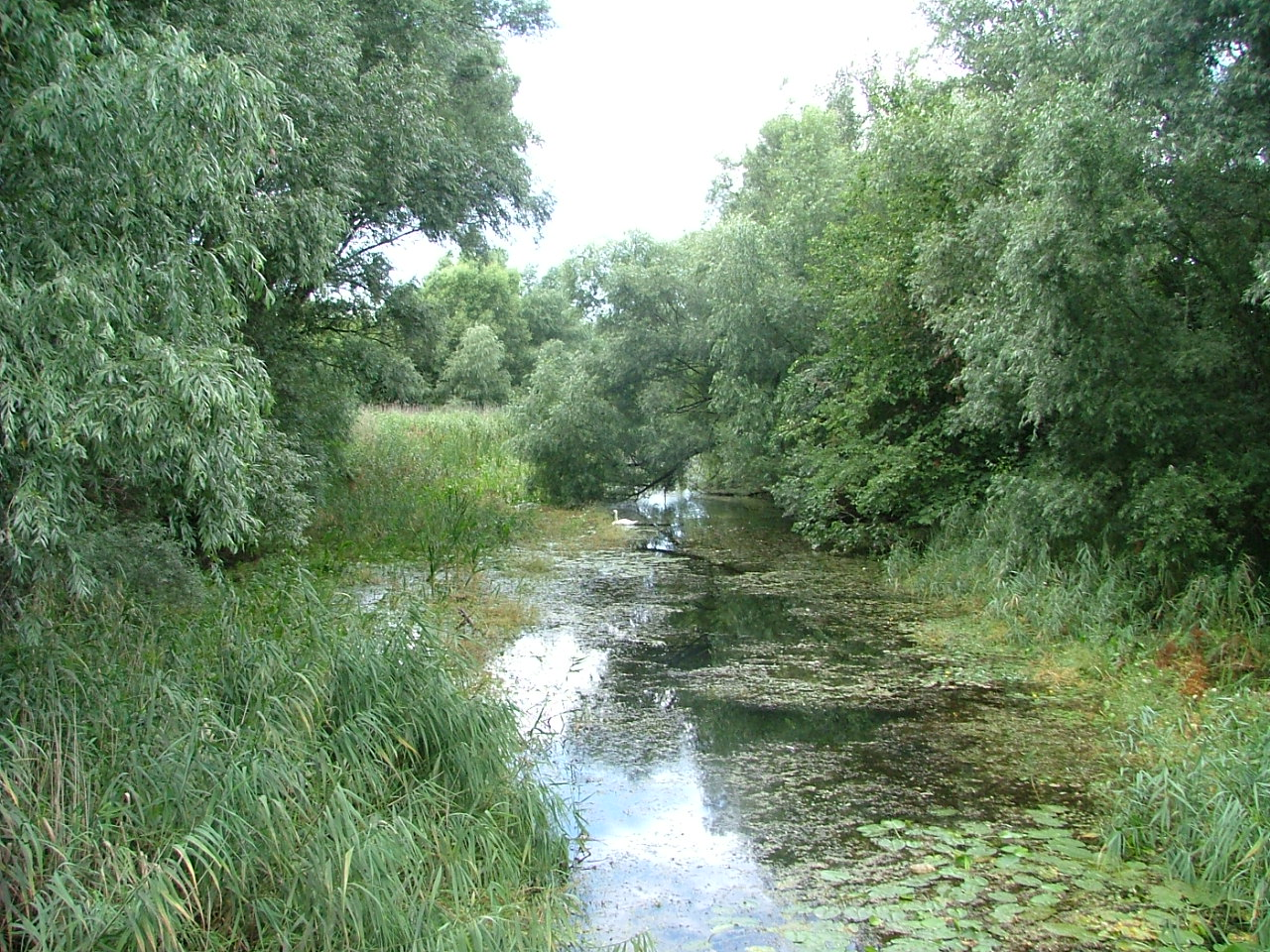
A Szávai csatorna

A megye északkeleti részén fekszik, a megyeszékhely Győrtől mintegy 2 kilométerre északkeletre. Természetföldrajzilag a Szigetköz délkeleti szegletében helyezkedik el, ott, ahol a Mosoni-Duna és az Öreg-Duna már közelítenek egymáshoz. A két folyó áradásai az elmúlt évszázadokban sokszor akadályozták a falu határának művelését, de az itt élőknek a magas belvízszinttel is gyakran szembe kellett nézniük. A meglehetősen nedves természeti környezet ugyanakkor egyes speciális tevékenységek (például zöldségtermesztés, állattenyésztés) kialakulását tették lehetővé.

### Megközelítése
Közlekedésföldrajzi helyzete Győr közelsége miatt kedvező. A város felől a 14-es főútból, Pataháza városrészben északkelet felé kiágazó, és Nagybajcsig, ott egészen a Duna töltéséig vezető, közel 9,5 kilométer teljes hosszúságú 1301-es úton érhető el, Bácsa városrészen keresztül. A település területén ágazik ki az előbbi útból a Vénekre vezető 13 101-es számú mellékút, a Kisbajcshoz tartozó, a faluközponttól keletre fekvő Szőgye településrészre pedig az utóbbi útból észak felé kiágazó 13 102-es számú úton lehet eljutni. Délről a 813-as főút határolja.
Autóbuszok óránkénti gyakorisággal érintik a települést.

## Története és mai élete
Kisbajcsot az írott források először 1252-ben említették Baych alakban. Az elnevezése a Baj személynévből (török eredetű, jelentése: „gazdag”, „bő”) képződött valószínűleg „cs” kicsinyítő képző hozzáadásával. Az 1357-ben keletkezett oklevél szerint a falu már a győri püspökség birtoka volt. A Bajcsi család 1458-ban a püspöki részen a kisbajcsiaknak birtokrészeket adott el. Alig egy évtized múltán, 1466-ban Kisbajcsot curialis nemesi községként említik, amelynek birtokosai egyházi nemesek, akik a győri püspöknek a fegyvertartási és a vízhalászati jogért adót fizettek. Ugyanebben az évben a kisbajcsi nemesek és a vámosiak között per folyt egy területről, s végül Hunyadi Mátyás a vámosiak javára döntött.
A mohácsi csatavesztés idején a térség nagyon fontos szerepet játszott halászatilag. Ezt bizonyítja, hogy 1526-ban Nagybajcs, Kisbajcs, Bácsa és Szava helységek fegyverforgatói Oross János vezetésével a Duna átkelőit őrizték a töröktől. A Szava-dűlő helyén álló Zava egyébként 1544-ben Kisbajcs határába olvadt. Az 1544-es összeírás különben Kisbajcsot egytelkes nemesek által lakott községként említette. Ezek a nemesek 1582-ben Győr vármegye rendeletére részt vettek a mérgesi őrhely építésében, amelynek célja a Tóköz védelme volt a török becsapásokkal szemben. Győr 1594-es ostromakor a keresztény seregek az ún. Táborhelyen, ami Kisbajcson található, ágyúsáncokat emeltek. A törökök másodszorra 1683-ban dúlták fel a falut, ekkor a lakosság a nehezen megközelíthető mocsaras vidékeken keresett menedéket.

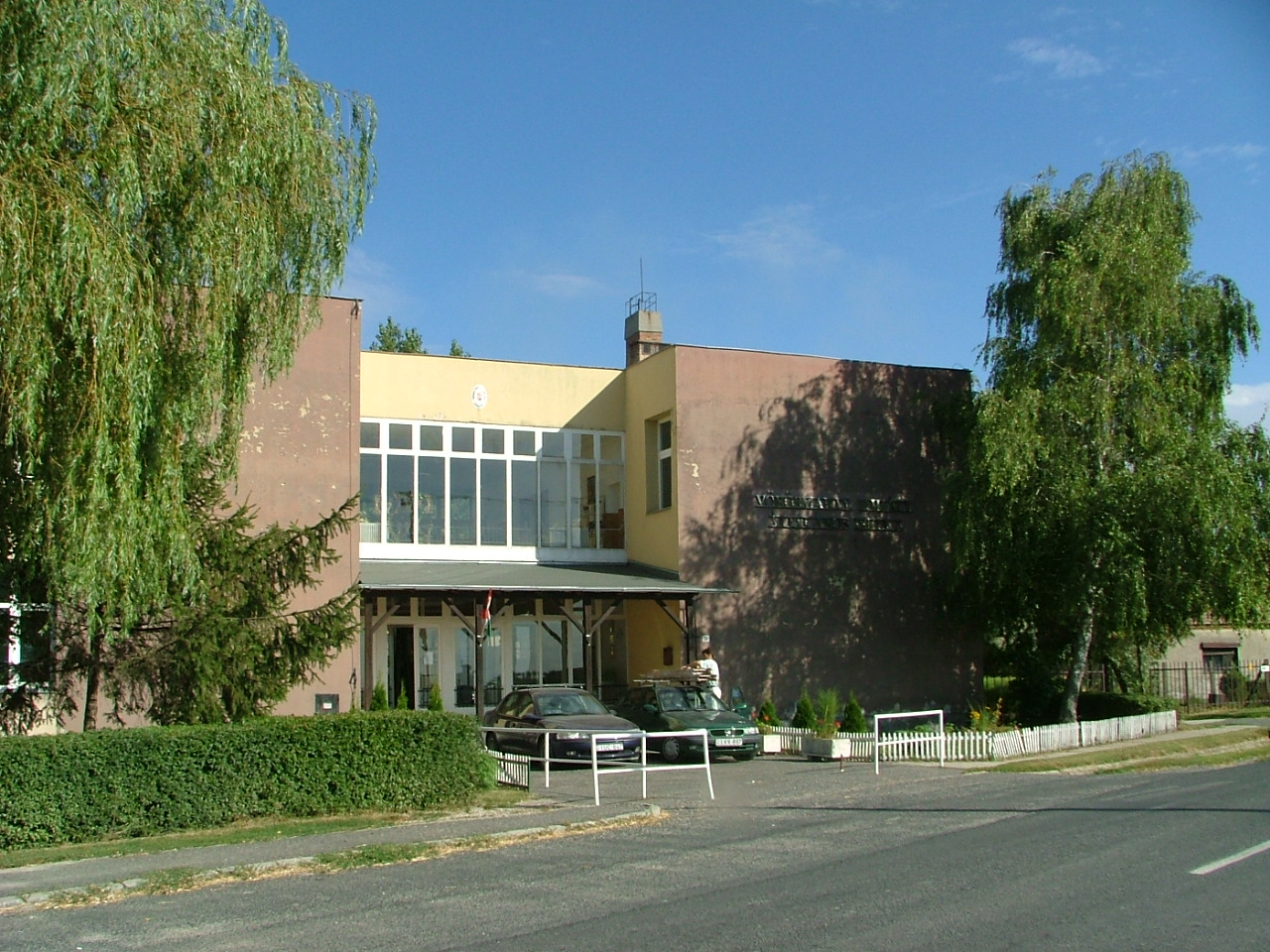
A körzeti általános iskola

A 18-19. század a viszonylagos gyors gazdasági fejlődés jegyében tellett el.
1848-ban egy helyi monda szerint a kisbajcsiak felcsaptak Kossuth táborába népfelkelőnek. Amikor Győrbe értek, cséphadarókkal, kaszákkal, kapákkal felfegyverkezve, akkor megengedték nekik, hogy együtt maradjanak, mivel egy településről ilyen sokan jöttek. A legidősebb, Oross Vendel lett a vezetőjük. Elindultak a többiekkel együtt Bécs alá, Schwechatnál részt vettek a csatában / A monda szerint visszavonultak, mert a "vezér" azt mondta: "Tyűh a nemjóját atyafiak, mennyünk innen, mert itt ma még emberhalál lesz!"/ Hazatértek, otthon kaptak puskát is. Ezután a falu határában lévő "Baromillő" dűlőben folyó csatába avatkoztak bele, olyan sikeresen, hogy a monda szerint hét kocsira való németet vittek eltemetni. /Forrás: Timaffy: Táltosok, tudósok, boszorkányok/
Elsősorban a dunai malmok, de a halászat is jelentős kereseti lehetőséget biztosított. A falu lélekszáma is egyenletesen növekedett. A 20. század első felében a község jelentősége nagymértékben növekedett. 1927-ben Kisbajcsot és Szőgyét közigazgatásilag egyesítették, így egy viszonylag nagyobb falu keletkezett a Szigetközben. 1929-től már körjegyzőségi székhellyé vált, ennek ellenére még országos viszonylatban mindig csak kisközségként tekinthetjük. A falu lakóinak 80%-a a második világháború előtt mezőgazdasági tevékenységet űzött, de a fellendülő győri hadiipar is egyre nagyobb vonzóerőt gyakorolt a földnélküliek számára. Az orosz csapatok 1945. március 28-29. körül érték el a települést. A többi helységhez hasonlóan itt is hozzáláttak a földosztáshoz, azonban más problémával is szembe kellett nézni: a Duna Gőzhajózási Társaság megszűnése miatt nagyon sokan állás nélkül maradtak. A falu villamosítása 1948-ban fejeződött be. A második világháború utáni időszak legfontosabb, de egyben legtragikusabb esztendeje a község számára 1954 volt. A nagy szigetközi árvíz Kisbajcsot is elérte, s a lakóházak 70%-a elpusztult. A kollektivizálás a községben az 50-es években még "eredménytelen" maradt, itt csak 1959-ben alakult meg a helyi termelőszövetkezet. A szövetkezet kezdetben igen rossz eredményeket produkált, később azonban a korszerűbb agrotechnikai eljárások és a belvízelvezetés miatt már jobban működött. A rendszerváltás itt is békésen zajlott, s a falu lakossága is alkalmazkodott a szabadabb, de ugyanakkor kockázatosabb viszonyokhoz.

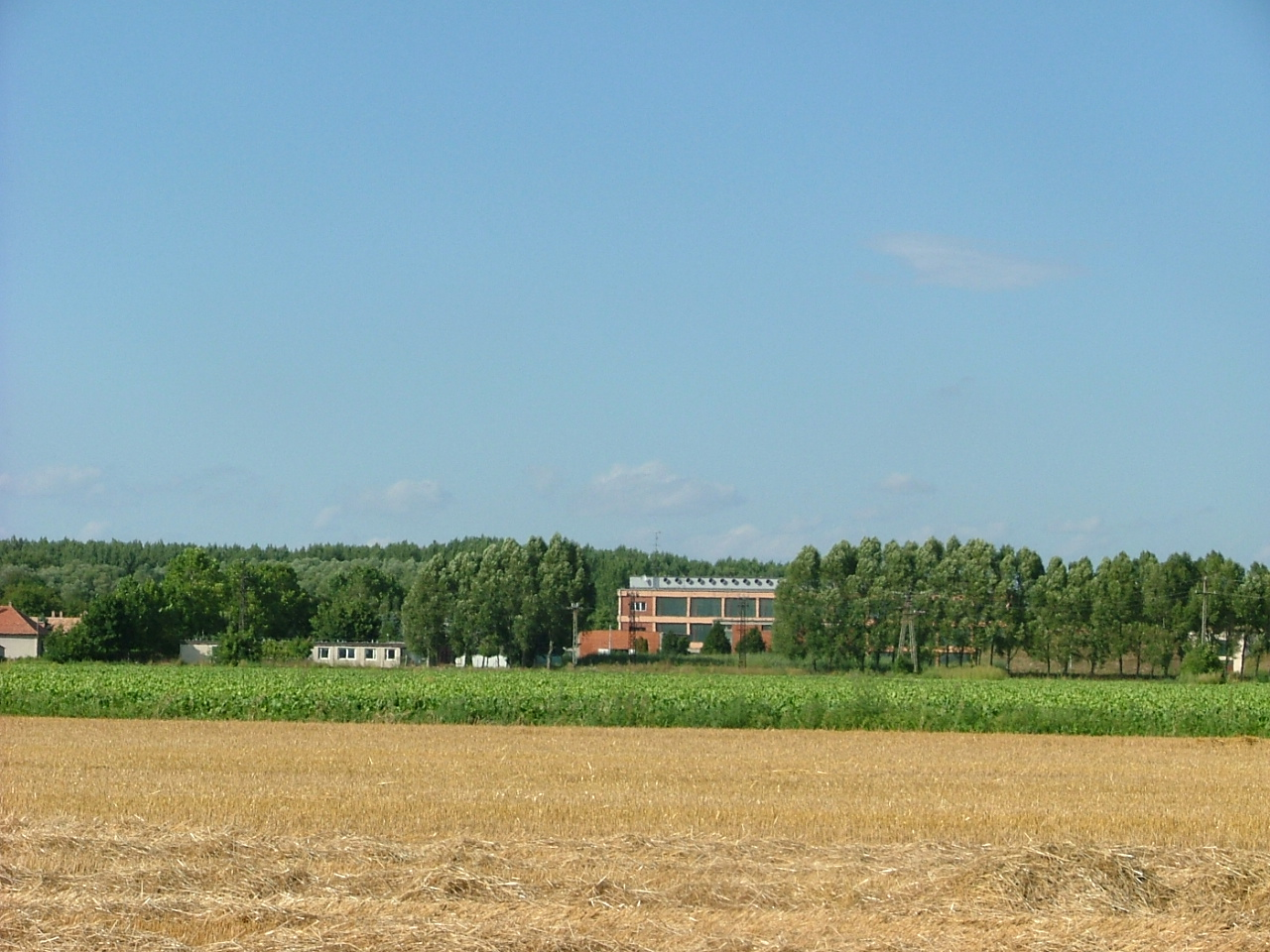
A szőgyei vízmű "a megye szíve"

Szőgye Kisbajcs és Vének között, az Öreg-Duna közelében helyezkedik el. Neve a czege szóból ( cigle=vessző) származik. IV. Béla 1252-ben " terra Zignet haga"-t a turóczi prépostságnak adományozta, majd 1519-től a csornai prépostság birtoka volt. A török időkben, 1594-ben elpusztult Szőgye, majd a 18. században újra felépült. A falu egyébként a 18. században Komárom vármegyéhez tartozott. A trianoni békeszerződés a falu határának egy részét Csehszlovákiához csatolta, ezzel az amúgy is szegény falu mozgástere teljesen beszűkült. Mivel önmagukat képtelenek voltak fenntartani, ezért 1927-ben Kisbajcshoz csatolták. Az itteni építkezés alkalmazkodott az adott körülményekhez: a gyakori árvízveszély miatt itt patics-falat használtak. A kiválogatott karókra sövényt fontak fűzfaágból, s azt kívül belül betapasztották sárral. Bár az 1899-es árvíz is érintette Szőgyét, az igazi pusztulást az 1954-es jelentette: ekkor a közvetlenül a Duna bal partján álló lakóházak kettő kivételével elpusztultak. Iskolája 1938 óta van Szőgyének, az ügyek túlnyomó részét viszont Kisbajcson kell rendezni.
Szava vagy Zava Kisbajcs és Bácsa között helyezkedett el, majd Kisbajcs határába olvadt. Lakói szintén egyházi nemesek voltak. Először 1231-ben olvashatunk róla Zoa név alatt, amikor a győri káptalan és M. mester közti perben önmaga II András volt a döntőbíró. Egy 1318-as oklevél bizonyságot tesz róla, hogy Kálmán győri püspök a szavaiakat egyházi nemessé tette. A 16. század végén és a 17. század elején a gróf Cseszneky család az egyik legjelentősebb birtokos a faluban. 1642-ben a Szavay család birtokolta a helységet. Az 1683-as török hadjárat elpusztította a községet, azt követően már soha nem épült újjá.
A település mai arculatát az 1954-es pusztító árvíz után kapta, amikor a lakóházak többsége újjáépült, így itt nem találunk annyi hagyományos parasztházat, mint más településeken. Kisbajcs lakóinak lélekszáma 1998-ban 734 fő volt. A falu korösszetétele az elöregedő községekével mutat rokonságot. Győr közelsége és a csendes környezet azonban a fiatal népességre is vonzást gyakorol. Nagybajcshoz hasonlóan itt is nagy a lakosság vállalkozó kedve, de a többség Győrben keresi kenyerét. Helyben az intézmények, a magánvállalkozások és a Kossuth MGTSZ biztosít munkalehetőséget. Bár néhány gazdálkodó kivette földjét és önállóan próbál megélni, a termelőszövetkezet csökkent létszámmal folytatja tevékenységét. A gyermekek elhelyezését az óvoda biztosítja, a falu iskolájában pedig a helybelieken kívül a nagybajcsi, a véneki és a vámosszabadi 4-8. osztályos diákok is tanulnak. Kisbajcsnak korszerű körzeti orvosi rendelője van, ahol még sebészeti szakrendelés is folyik. Az itteni körzeti rendőrségi megbízott a környék faluinak rendjére is figyel.
A település infrastrukturális fejlődése a rendszerváltás után rendkívüli mértékben felgyorsult, a vezetékes ívóvízellátás 1982-es kiépítése után előbb a telefonhálózat bővítésére került sor, majd 1994-ben Kisbajcson, 1996-ban pedig Szőgyén is megoldódott a szennyvízelvezetés. Emellett 1993-ban új ravatalozó épült Kisbajcson. A kisbajcsiak a történelem folyamán mindig az egyesület alapítási "mániájukról" voltak híresek: az Önkéntes Tűzoltó Egyesületet még a dualizmus időszakában alapították, a Gazdakör és a Kisbajcsi Baráti Kör már jóval újabb alapítású. A falu és az egyházközség rendezvényei közül az október első vasárnapján tartott búcsú és a nyári falunap érdemel említést.

## Közélete

### Polgármesterei
| Polgármester | Polgármester    | Polgármester |  |
| ------------ | --------------- | ------------ |  |
| 1990–1994    | Vajda Péter     | független    |  |
| 1994–1998    | Vajda Péter     | független    |  |
| 1998–2002    | Vajda Péter     | független    |  |
| 2002–2006    | Kamocsai Sándor | független    |  |
| 2006–2010    | Kamocsai Sándor | független    |  |
| 2010–2014    | Kamocsai Sándor | független    |  |
| 2014–2019    | Kamocsai Sándor | független    |  |
| 2019–2024    | Kamocsai Sándor | független    |  |
| 2024–        | Kamocsai Sándor | független    |  |

## Népesség
A település népességének változása:
| Lakosok száma | 871  | 866  | 886  | 934  | 954  | 939  | 942  |
|               | 2013 | 2014 | 2015 | 2021 | 2022 | 2023 | 2024 |

A 2011-es népszámlálás során a lakosok 90,6%-a magyarnak, 0,3% cigánynak, 0,3% lengyelnek, 0,7% németnek, 0,2% szlováknak mondta magát (9,2% nem nyilatkozott; a kettős identitások miatt a végösszeg nagyobb lehet 100%-nál). A vallási megoszlás a következő volt: római katolikus 63,2%, református 1,7%, evangélikus 1,2%, felekezeten kívüli 7% (24,9% nem nyilatkozott).
2022-ben a lakosság 93,5%-a vallotta magát magyarnak, 1,4% németnek, 0,7% szlováknak, 0,4% ukránnak, 0,3% cigánynak, 0,3% lengyelnek, 0,1% bolgárnak, 4% egyéb, nem hazai nemzetiségűnek (6,2% nem nyilatkozott; a kettős identitások miatt a végösszeg nagyobb lehet 100%-nál). Vallásuk szerint 47,7% volt római katolikus, 3% református, 1,9% evangélikus, 0,1% görög katolikus, 0,8% egyéb keresztény, 0,4% egyéb katolikus, 10,5% felekezeten kívüli (35,3% nem válaszolt).

## Látnivalók
- Rózsafüzér királynője templom
- Mosoni-Duna, Nagy-Duna természeti értékei  Archiválva 2020. október 3-i dátummal a Wayback Machine-ben